# Vallensved
Vallensved is een plaats in de Deense regio Seeland, gemeente Næstved. De plaats telt 214 inwoners (2008).